# Operatie Harmattan
Operatie Harmattan (Frans: Opération Harmattan) was de codenaam van de Franse inbreng in de militaire interventie in Libië vanaf 19 maart 2011 teneinde een vliegverbod af te dwingen boven het Libische grondgebied. Frankrijk maakte deel uit van de internationale coalitie, de zogeheten Coalition of the willing, om dit doel te bereiken.

## Situering
Harmattan verwijst naar de hete droge wind die over de Sahara waait, meestal tussen de maanden november en maart.
Franse Dassault Rafale-gevechtsvliegtuigen startten op 19 maart met verkenningsvluchten. Er werden ook vier tanks vernield. De Franse zeemacht, met de destroyer Forbin, het fregat Jean Bart en het enige Franse vliegdekschip MN Charles de Gaulle, nam deel aan de militaire campagne.
Het aandeel van de Verenigde Staten noemde men Operatie Odyssey Dawn, de Britse inbreng heette Operatie Ellamy en de Canadese inbreng heette Operatie MOBILE.